# Monorrimo
Rima monorrima es un término lingüístico empleado en métrica para indicar que los versos de una estrofa o poema riman todos entre sí. Es característica de los cantares de gesta.
(Monorrimos: Tiene la misma rima en todos los versos).
La rima puede ser asonante o consonante. Así, la épica medieval española se compone, desde el punto de vista de la estructura métrica, de tiradas monorrimas asonantadas. Por el contrario, el llamado mester de clerecía, de carácter culto, convino en adoptar la estrofa llamada tetrástrofo monorrimo o cuaderna vía, que, como su nombre indica, tiene rima consonante monorrima en los cuatro versos de que consta.
A continuación, se muestran las dos primeras estrofas del Enxienplo del garçón que quería cassar con tres mugeres, del arcipreste de Hita.

Era un garçón loco, mancebo bien valiente,
no quería casarse con una solamente,
sino con tres mujeres: tal era su talente;
porfiaron en cabo con él toda la gente.

Su padre, su madre y su hermano mayor
afincáronle mucho que ya, por su amor,
con dos, que se casase: primero con la menor
e, donde a un mes cumplido, casase con la mayor.